# فرانک ان فون هیپل
 فرانک ان فون هیپل (انگلیسی: Frank N. von Hippel؛ زاده ) یک فیزیک‌دان اهل ایالات متحده آمریکا است.